# 에마 이레네 오스트룀

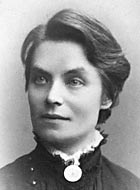

에마 이레네 오스트룀(Emma Irene Åström, 1847년 4월 27일-1934년 7월 3일)은 핀란드의 교육자로, 핀란드 최초의 여성 학사, 석사다. 핀란드 최초의 여대생은 마리아 츠체츠출린이지만 졸업하지 않고 중퇴했기에 여성 학위 소지자는 오스트룀이 최초다.
1847년 러시아 제국의 자치령인 핀란드 대공국 투르쿠 포리 주의 타이바살로에서 태어났다. 부친 칼 오스트룀은 측량사였고 모친 유스티나 야콥손은 시녀 출신이었다. 부모 슬하의 다섯 아이 중 에마 오스트룀이 장녀였다. 1853년 오스트룀 가는 스웨덴계 우세 지역인 올란드 제도로 이사갔고 에마 오스트룀은 스웨덴어를 구사하며 성장하며 핀스트룀의 학교에 다녔다. 1865년 지역 성직자들의 설득으로 이위배스퀼래 교원학교에 입학했고 학장 우노 퀴그나에우스가 오스트룀의 비공식적인 후원자가 되어 주었다. 이후 학교의 수학 선생 에른스트 보른스도르프(Ernst Bonsdorff)의 응원을 받아 종합대학에 들어가기를 희망하게 되었다. 후원자였던 퀴그나에우스는 이 생각을 처음에는 거절했지만 결국 받아들여 카시에 폰 코텐(Cassie von Kothen)을 통해 오스트룀이 헬싱키 대학교에 들어갈 수 있도록 주선해 주었다.
오스트룀은 1873년 이위배스퀼래 교원학교를 졸업하기 전까지 헬싱키 대학 입학을 미루었다. 그런데 1874년 부친이 죽으면서 가계를 지탱하기 위해 에케내스에서 교사로 일하면서 헬싱키 대학 입학을 또 한 번 미루게 되었다. 이후 2년 뒤 헬싱키 대학교에 입학하여 1882년 철학 석사로 졸업하면서 핀란드 최초의 대학 학위 소지자가 되었다.
1886년 오스트룀은 에케내스 교원학교에서 스웨덴어, 핀란드어, 역사 선생으로 일하게 되어 1912년까지 거기서 일했다. 1913년-1924년에는 에케내스의 남녀공학 미션스쿨에서 가르쳤다. 1927년 헬싱키 대학교에서 명예 철학박사 학위를 받음으로써 핀란드 최초의 여성 명예학위 소지자가 되었다. 이후 대학에 복귀하여 연구를 계속하기를 희망했지만 가계를 부양해야 했기 때문에 이후 경력을 포기했다. 1934년 죽었다.
오스트룀은 대학을 졸업한 뒤 여성주의 운동 뿐 아니라 스웨덴계 핀란드인 사이에 하나의 아이콘이 되었다. 스웨덴어 작가 사크리스 토펠리우스와 여성주의자 아델라이데 에른로트는 각각 오스트룀에게 헌정하는 시를 쓰기도 했다. 하지만 오스트룀 본인은 일종의 선구자가 되고자 의도한 바가 없었기에 자신이 그렇게 선구자로 취급되는 것은 의미가 없다고 말했다.

## 같이 보기
- 마리아 츠체츠출린